# 浅黄耆
浅黄耆（学名：Astragalus dilutus）是豆科黄芪属的植物。分布在蒙古、天山、阿尔泰山、哈萨克斯坦、西伯利亚以及中国大陆的新疆等地，生长于海拔700米的地区，常生长在砾石山坡和荒漠草原等地，目前尚未由人工引种栽培。